# Ignacio Buse
Ignacio Buse (* 25. März 2004 in Lima) ist ein peruanischer Tennisspieler.

## Karriere
Zwischen 2018 und 2022 spielte Buse auf der ITF Junior Tour etwa 100 Matches. Dabei nahm er fünfmal an Grand-Slam-Turnieren teil, wo er im Einzel nie über die zweite Runde hinauskam. Im Doppel war er deutlich erfolgreicher und schaffte es 2022 zweimal mindestens ins Halbfinale bei einem Grand-Slam-Turnier. Bei den French Open zog er mit seinem Landsmann Gonzalo Bueno ins Endspiel ein, wo sie der topgesetzten Paarung aus Edas Butvilas und Mili Poljičak unterlagen. Beim vierten Major des Jahres in New York schieden sie im Halbfinale aus. Zusammen gewannen die Peruaner auch zwei Turniere Grade 1, der zweithöchsten Kategorie. Dazu kam ein Einzeltitel auf selbigem Niveau. In der Junioren-Rangliste erreichte er mit Platz 9 seine höchste Notierung. 
Bei den Profis spielte Buse 2021 erste Turniere. 2022 kam er auf der drittklassigen ITF Future Tour zu ersten Erfolgen und erreichte ein Halbfinale und ein Endspiel. Auf der ATP Challenger Tour sorgte Buse in seiner Heimatstadt Lima erstmals für Aufsehen. Mit Bueno zog er ins Halbfinale des Doppels ein, während er im Einzel mit Daniel Dutra da Silva die Nummer 236 der Welt besiegte und auch der Nummer 73 der Welt Federico Coria einen Satz abnahm, ehe er verlor. In beiden Wertungen stand er Ende des Jahres in den Top 800 der Tennisweltrangliste. Im Doppel hatte er seinen ersten Future-Titel bereits gewonnen. Mitte 2023 kehrte er im Einzel auf die Erfolgsspur zurück, als er, abermals in Lima, sein erstes Challenger-Viertelfinale erreichte, wo er Blaise Bicknell unterlag. Im September spielte er nach Februar des Jahres sein zweites Match für die peruanische Davis-Cup-Mannschaft. Im Einzel gegen Norwegen und im Doppel gegen Irland gewann er jeweils. Vor Saisonabschluss setzte sich Buse in zwei aufeinanderfolgenden Future-Turnieren durch und steigerte so sein Ranking auf Platz 442. Zu seinem ersten Finaleinzug bei einem Challenger kam er zunächst nur im Doppel. In Lima spielte er diesmal mit seinem Landsmann Jorge Panta, mit dem zusammen er diesmal gegen Bueno und Adolfo Daniel Vallejo spielte und verlor. Ähnlich wie im Einzel nahm er daraufhin einen Rang in den Top 450 im Doppel ein.

## Erfolge
| Legende (Anzahl der Siege) |
| Grand Slam                 |
| ATP Finals                 |
| ATP Tour Masters 1000      |
| ATP Tour 500               |
| ATP Tour 250               |
| ATP Challenger Tour (1)    |

### Einzel

#### Turniersiege
| Nr. | Datum        | Turnier   | Belag | Finalgegner   | Ergebnis |
| --- | ------------ | --------- | ----- | ------------- | -------- |
| 1.  | 8. Juni 2025 | Heilbronn | Sand  | Guy den Ouden | 7:5, 7:5 |